# 大叶火筒树
大叶火筒树（学名：Leea macrophylla）为葡萄科火筒树属下的一个种。

## 扩展阅读
- 維基物種上的相關：大叶火筒树